# قهوه فوری
قهوهٔ فوری یا قهوه آماده یا پودر قهوه، یک نوع نوشیدنی از دانه‌های قهوه فرآوری شده‌است. قهوه فوری را به صورت تجاری با یکی از روش‌های خشک‌کردن انجمادی یا خشک کردن پاششی تولید می‌کنند که می‌توان با بازگرداندن رطوبت، آن را آماده مصرف نمود،در واقع می توان گفت ،قهوه فوری به دو شکل به فروش میرسد،نوع گرانولی که شبیه مکعب های کوچک هستند که اصطلاحا به آن قهوه فوری گلد گفته میشود،و نوع کاملا پودری که اصطلاحا به آن قهوه فوری کلاسیک گفته میشود. قهوه فوری به صورت مایع غلیظ نیز تولید می‌شود که به آن قهوه محلول می‌گویند. از مزایای قهوه‌های فوری می‌توان به سرعت آماده‌سازی بالا، وزن و حجم کم در مقایسه با دانه قهوه و عمر مفید طولانی اشاره کرد. هر چند اگر قهوه فوری در محل خشک نگهداری نشود، قابلیت فاسد شدن را دارد. امروزه در ایران، انواع برندهای قهوه ایرانی یا در بسته بندی ایرانی و قهوه های غیرایرانی در سرتاسر این کشور به اشکال مختلف(آسیاب‌شده، دانه قهوه) به فروش میرسد.

## تاریخچه
قهوه فوری یا قهوه محلول در سال ۱۸۹۰ توسط دیوید استرنج در شهر اینورکارگیل، نیوزیلند، تحت شماره ثبت اختراع ۳۵۱۸ ثبت شده‌است. این محصول با نام تجاری «قهوهٔ استرنج» و با استناد به فرایند ثبت اختراع «خشک کردن با هوای گرم» فروخته شد. همچنین یک دانشمند ژاپنی به نام ساتوری کاتو که در شیکاگو مشغول به کار بود، اختراع مشابهی را در سال ۱۹۰۱ به ثبت رساند. کمی بعدتر جورج لوئیس واشینگتن روش دیگری برای تولید قهوه فوری ارائه داد و در سال ۱۹۱۰ شروع به بازاریابی برای آن نمود. در سال ۱۹۳۸، شرکت نسکافه یک فرایند بسیار پیشرفته برای تولید قهوه فوری ارائه داد.
این روزها مارک‌هایی مانند نسکافه،جاکوبز، اینترنشنال رست، های فایو ،اکسترا، ماکسول هاوس، روبرت تیمس، استارباکس از نام‌های مطرح و محبوب در تولید قهوه فوری هستند.

## موارد مصرف

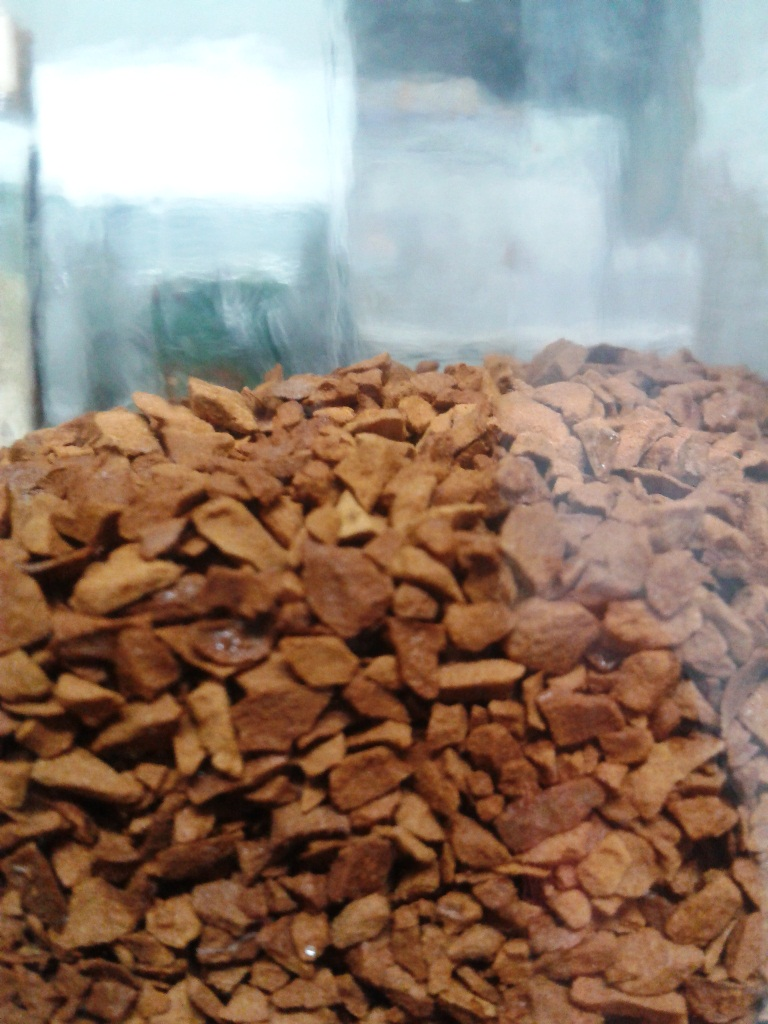
قهوه فوری در ظرف شیشه ای

قهوه فوری به صورت پودر یا دانه‌های ریز (فرم گرانول) و غالباً در ظروف شیشه ای، بسته‌های پلاستیکی یا قوطی در بازار ارائه می‌شود. مصرف‌کننده نهایی با اضافه کردن آب داغ به پودر به میزان دلخواه، غلطت نوشیدنی خود را تنظیم می‌کند. راه جدیدتر مصرف آن استفاده از کیسه‌های قهوه است که شبیه به کیسه‌های چای می‌باشند. قهوه فوری همچنین جهت تهیه انواع آیس کافی‌ها مانند فراپهٔ یونانی به کار می‌رود.
در برخی کشورها مانند پرتغال، اسپانیا و هند از شیر داغ به جای آب داغ در تهیه نوشیدنی نهایی استفاده می‌شود. در مناطق دیگر مانند کره جنوبی، قهوه فوری با پودر مکمل قهوه و شکر ترکیب شده و با نام کافی میکس عرضه می‌گردد. قهوه فوری در بریتانیا در طول جنگ جهانی دوم محبوبیت یافت و همچنان بیش از ۷۵ درصد از قهوه خریداری شده برای مصارف خانگی در بریتانیا را شامل می‌شود. این مقدار در آمریکا و فرانسه کمتر از ۱۰ درصد و در ایتالیا کمتر از یک درصد است.
استفاده از قهوه‌های فوری در پخت‌وپزهای عمومی و تشریفاتی به دلیل سهولت در مصرف بسیار رواج پیدا کرده‌است. از این پودر در تهیه کیک قهوه که یک جزء اصلی جشن‌ها در نیوزیلند، استرالیا و بریتانیا است به وفور استفاده می‌شود. از قهوه محلول برای طعم دهی به بستنی یا ساندی‌ها نیز استفاده می‌شود، و اغلب با مقادیر مساوی از شکلات مخلوط می‌گردد.

## مراحل تولید
همچون قهوه معمولی، ابتدا با بو دادن دانه‌های قهوه سبز سبب استخراج طعم و عطر واقعی دانه‌ها می‌شوند. یکی از روش‌های رایج در اکثر کارگاه‌های تولیدی استفاده از سیلندرهای دوار حاوی دانه‌ها سبز قهوه و گازهای حاصل از احتراق گرم است. هنگامی که دمای دانه به °۱۶۵ سانتی گراد (° ۳۲۹ فارنهایت) می‌رسد، بو دادن آغاز می‌شود، که همراه با صدایی شبیه به تولید ذرت بو داده می‌باشد. این سیلندر در مدت زمانی حدود ۷ تا ۱۵ دقیقه و با راندمان حدود ۲۵ تا ۷۵٪، یک دسته قهوه را بو می‌دهند. البته با استفاده از روش‌های دیگری نیز می‌توان دانه‌های قهوه را به عمل آورد.
سپس دانه‌های بو داده را آسیاب کرده و اندازه آن‌ها را به ۰٫۵ تا ۱٫۱ میلی‌متری (۰٫۰۲۰ تا ۰٫۰۴۳اینچ) می‌رسانند. این عمل جهت تسهیل مرحله بعد که حل کردن دانه‌ها در آب و تهیه محلول قهوه است صورت می‌گیرد.
بعد از بو دادن و آسیاب کردن، قهوه خرد شده را در آب حل می‌کنند. در این مرحله که استخراج نامیده می‌شود، محلول قهوه را در چندین ستون مخصوص تا دمای ۱۵۵ تا ۱۸۰ درجه سانتی گراد (۳۱۱ تا ۳۵۶ درجه فارنهایت) حرارت می‌دهند. این عمل سبب تولید کنسانتره قهوه می‌شود که پس از فیلترینگ، و با استفاده از فرایندهای خشک کردن از طریق تبخیر در خلأ یا خشک‌کردن انجمادی پودر قهوه تهیه می‌شود.

## جداسازی کافئین
در فرایندهای تجاری، جداسازی کافئین قهوه، تقریباً همیشه قبل از فرایند بو دادن صورت می‌گیرد که بر عطر و طعم آزاد شده از قهوه تأثیرگذار می‌باشد.

## ترکیب
محتوای کافئین قهوه فوری همواره از قهوه معمولی کمتر است. در یک مطالعه مقایسه‌ای میان نمونه‌های خانگی قهوه معمولی و قهوه فوری مشخص شد که هر فنجان (۲۲۵ میلی لیتر) قهوه فوری به‌طور متوسط ۶۶ میلی‌گرم کافئین دارد در حالی که این مقدار برای قهوه معمولی ۱۱۲ میلی‌گرم در هر فنجان است.

## خواص قهوه فوری
- تأثیر قهوه فوری در سرطان مثانه و دیابت نوع دوم

این‌طور به نظر می‌رسد که مصرف قهوه فوری همانند قهوه معمولی در کاهش خطر ابتلا به دیابت نوع دوم مؤثر می‌باشد. از سوی دیگر، طبق پژوهش‌های پزشکی و سرطان شناسی مشاهده شده که قهوه فوری در مقایسه با قهوه طبیعی به‌خاطر برخورداری از مواد مصنوعی و شیمیایی خطر ابتلا به سرطان مثانه در زنان و مردان را افزایش می‌دهد. با این حال، تحقیقات کنونی نشان می‌دهد که هیچ نوع رابطه خاصی بین نوشیدن قهوه طبیعی و سرطان مثانه وجود ندارد. این پژوهش‌ها نشان می‌دهد که قهوه فوری می‌تواند دارای آکریلامید بیشتری نسبت به قهوه طبیعی باشد. آکریل‌آمید، فرآوردهٔ جانبی واکنش‌های شیمیایی حاصل از برشته کردن دانه‌های قهوه است که هم نوروتوکسیک است و هم سرطان‌زا. سایر روش‌های پخت با حرارت بالا نیز می‌توانند آکریلامید تولید کنند مثلاً سیب زمینی سرخ کرده آکریلامید زیادی دارد. میزان آکریلامید در قهوه فوری بسیار کمتر از مقداری است که بتواند آسیبی به سلامتی بزند اما در مقایسه با قهوه‌ی معمولی، قهوه‌ی فوری میزان بالاتری از آکریلامید را داراست که مصرف آن در دراز مدت می‌تواند ریسک ابتلا به سرطان را افزایش دهد. برای توضیح دقیق ارتباط میان آکریلامید غذایی و ریسک سرطان به مطالعات گسترده‌تری نیاز است. اما بیشتر پژوهش‌های انجام شده نشان داده آکریلامید قهوه فوری، در کوتاه مدت خطری ندارد و بهتر است جهت پیشگیری از عوارض احتمالی آن قهوه معمولی را به قهوه فوری ترجیح دهید. چیزی که کاملاً مشخص است این است که مصرف قهوه‌ی معمولی در حد متعادل برای سلامتی بسیار مفید بوده و منبع خوبی از آنتی‌اکسیدان‌هاست. همین می‌تواند هرگونه خطر بالقوهٔ ناشی از آکریلامید اندک آن را خنثی کند.
- تأثیر قهوه فوری در جذب آهن

قهوه فوری بیشتر از قهوه معمولی باعث کاهش جذب آهن در روده می‌شود. نوشیدن یک فنجان قهوه فوری با یک وعده غذایی، جذب آهن در روده را از ۵٫۸۸٪ به ۰٫۹۷٪ کاهش می‌دهد که در مقایسه با جذب ۱٫۶۴٪ برای قهوه معمولی بسیار کمتر است. با این حال، هیچ کاهشی در جذب آهن در زمانی که قهوه فوری یک ساعت قبل از غذا مصرف شود دیده نشده‌است.
- قهوه فوری، آکریلامید بیشتری دارد